# NOR-WAY Bussekspress
NOR-WAY Bussekspress — норвежская компания - оператор автобусов дальнего следования, крупнейшая автобусная компания в Норвегии.
Компания сама не владеет автобусами, она проводит маркетинговую политику бренда и организует взаимодействие между тридцатью автобусными компаниями, которые владеют NOR-WAY Bussekspress.
Автобусные перевозки на длительные маршруты осуществляют различные компании, и большинство из них сотрудничают с NORWAY Bussexpres.
Автобусы этой компании курсируют по 40 маршрутам по всей территории страны. Существует сообщение со всеми пересекающимися автобусными маршрутами, а также с маршрутами других видов транспорта, включая поезда и паромы.
В настоящее время обслуживает две основные линии в Норвегии: южную - между коммуннами Мандал и Намсус, и северную - между городами Будё и Хоннингсвог.
Международные перевозки выполняются из города Ставангери (Норвегия) в Гамбург (Германия) и из города Осло (Норвегия) в Гётеборг (Швеция) и далее на Варшаву и Краков (Польша).
Компанией владеют такие автобусные компании как:  Finnmark Fylkesrederi, Fjord1, Nettbuss, Norgesbuss, Ofotens Bilruter, , Sporveisbussene, Tide, TIRB и др.
- Автобус NOR-WAY Bussekspress, 2008 год
- Автобус NOR-WAY Bussekspress, 2005 год
- Автобус NOR-WAY Bussekspress, 2009 год
- Автовокзал в Фёрде, 2006 год